# Asa Koma (Dschibuti)
Asa Koma (Afar: „roter Hügel“) ist ein archäologischer Fundplatz in Dschibuti. Er befindet sich im Distrikt As Eyla in der Region Dikhil etwa 30 Kilometer östlich vom Abbe-See und enthält vor allem Überreste von Fischen, daneben auch von Schakalen, Rindern und anderen Tieren sowie von verzierter Keramik, die auf etwa 1800 v. Chr. datiert werden.

## Erforschung

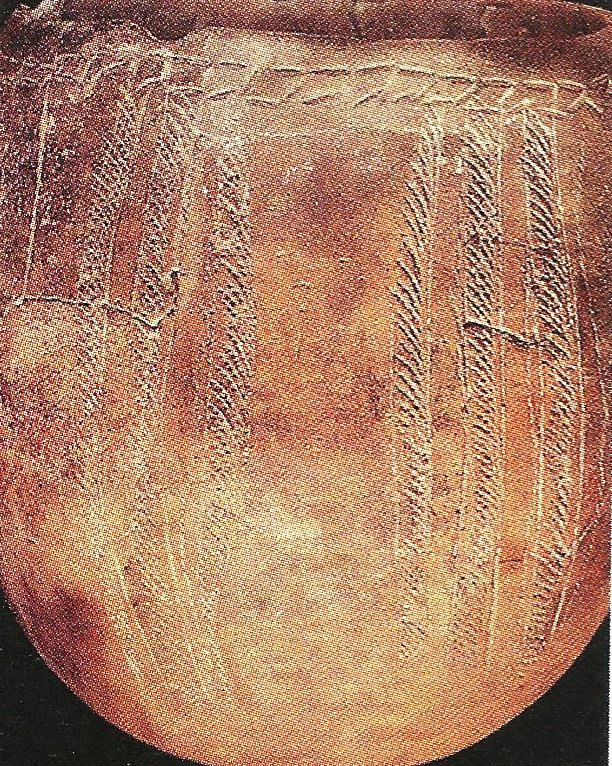
Keramik aus Asa Koma

Asa Koma ist ein Gebiet in einem Wadi der Gobaad-Ebene. Wakrita ist eine kleine neolithische Siedlung in der Nähe. 2005 wurden dort Ausgrabungen durchgeführt, die Massen an Keramik zu Tage brachten und Abgrenzungen zwischen den neolithischen kulturellen Faszien der Region ermöglichten.
Die tierischen Überreste verdeutlichen die Bedeutung der Fischerei in der steinzeitlichen Siedlungen in der Nähe des Abbe-Sees. Darüber hinaus wird in dem Gebiet das erste Mal Haustierhalten, vor allem von Rindern und Ziegen, greifbar. Radiokarbon-Datierung setzt diese Besiedlung in das 2. Jahrtausend v.C. Die beiden Stätten sind die ältesten Zeugnisse von Herdentierhaltung in der Region. Die Töpferwaren konnten ebenfalls auf das 2. Jahrtausend datiert werden. Sie sind charakterisiert durch Punktierungen und geometrische Schnitt-Verzierungen, wodurch sie an die Sabir Culture Phase 1 Ceramics von Ma’layba in Südarabien erinnern. Außerdem wurden Keramiken gefunden, die an die Scherben von Sihi an der saudischen Küste und von Subr im jemenitischen Küstengebiet erinnern.
Knochen von langgehörnten buckellosen Rindern wurden in Asa Koma ebenfalls entdeckt. Dies deutet darauf hin, dass es bereits vor 3.500 Jahren domestizierte Rinder gab.